# Andriejewo (obwód kostromski)
Andtiejewo (ros. Андреево) – wieś (dieriewnia) w Rosji, w obwodzie kostromskim, w rejonie oktiabrskim. W 2021 liczyła 86 mieszkańców.